# Тя беше хубава
„Тя беше хубава“ (на корейски: 그녀는 예뻤다; на английски: She Was Pretty) е южнокорейски сериал, който се излъчва от 16 септември до 11 ноември 2015 г. по MBC.

## Сюжет
В детството си Ким Хе-джин е била красиво, сладко и очарователно момиче от богато семейство, но през пубертета започва да погрознява. В същото време детската ѝ любов Джи Сонг-джун е непривлекателно тромаво момче с ниско самочувствие, което израства като красив мъж и успешен редактор. Пазейки спомена за красивото малко момиче, той решава да намери първата си любов. Но готов ли е да я приеме такава, каквато е тя сега... 

## Актьори
- Хуанг Джонг-ъм – Ким Хе-джин
- Пак Со Джун – Джи Сонг-джун
- Го Джун-хи – Мин Ха-ри
- Че Ши-уон – Ким Шин-хюк